# Sharkey County
Das Sharkey County ist ein County im US-Bundesstaat Mississippi. Das U.S. Census Bureau hat bei der Volkszählung 2020 eine Einwohnerzahl von 3800 ermittelt.
Der Verwaltungssitz (County Seat) ist Rolling Fork, das nach der Rolling Fork Plantage benannt wurde, auf deren Gelände sie auch erbaut wurde.

## Geographie
Das County liegt fast im äußersten Westen von Mississippi und hat eine Fläche von 1126 Quadratkilometern, wovon 19 Quadratkilometer Wasserfläche sind. Es grenzt an folgende Countys:
|                  | Washington County | Humphreys County |
| Issaquena County |                   | Yazoo County     |
|                  |                   |                  |

## Geschichte
Das Sharkey County wurde am 29. März 1876 aus Teilen des Issaquena-, Warren- und Washington County gebildet. Benannt wurde es nach Gouverneur William L. Sharkey (1798–1873), einem Gouverneur von Mississippi (1865).
Fünf Stätten des Countys sind im National Register of Historic Places eingetragen (Stand 3. Februar 2018).

## Demografische Daten
Nach der Volkszählung im Jahr 2000 lebten im Sharkey County 6580 Menschen in 2163 Haushalten und 1589 Familien. Die Bevölkerungsdichte betrug 6 Personen pro Quadratkilometer. Ethnisch betrachtet setzte sich die Bevölkerung zusammen aus 29,36 Prozent Weißen, 69,32 Prozent Afroamerikanern, 0,18 Prozent amerikanischen Ureinwohnern, 0,27 Prozent Asiaten und 0,27 Prozent aus anderen ethnischen Gruppen; 0,59 Prozent stammten von zwei oder mehr Ethnien ab. 1,31 Prozent der Bevölkerung waren spanischer oder lateinamerikanischer Abstammung, die verschiedenen der genannten Gruppen angehörten.
Von den 2163 Haushalten hatten 36,1 Prozent Kinder unter 18 Jahren, die mit ihnen lebten. 40,0 Prozent waren verheiratete, zusammenlebende Paare, 26,8 Prozent waren allein erziehende Mütter und 26,5 Prozent waren keine Familien. 23,5 Prozent aller Haushalte waren Singlehaushalte und in 9,9 Prozent lebten Menschen im Alter von 65 Jahren oder darüber. Die durchschnittliche Haushaltsgröße lag bei 2,99 und die durchschnittliche Familiengröße bei 3,56 Personen.
33,0 Prozent der Bevölkerung war unter 18 Jahre alt, 10,4 Prozent zwischen 18 und 24, 24,8 Prozent zwischen 25 und 44, 20,4 Prozent zwischen 45 und 64 Jahre alt und 11,3 Prozent waren 65 Jahre oder älter. Das Durchschnittsalter betrug 31 Jahre. Auf 100 weibliche kamen statistisch 88,7 männliche Personen und auf 100 Frauen im Alter von 18 Jahren oder darüber kamen 82,4 Männer.

Das durchschnittliche Einkommen eines Haushaltes betrug 22.285 USD, das einer Familie 26.786 USD. Männer hatten ein durchschnittliches Einkommen von 26.563 USD, Frauen 17.931 USD. Das Prokopfeinkommen lag bei 11.396 USD. Etwa 30,5 Prozent der Familien und 38,3 Prozent der Bevölkerung lebten unterhalb der Armutsgrenze.

## Städte und Gemeinden
| - Anguilla - Cary | - Delta City - Nitta Yuma | - Onward - Panther Burn | - Patmos - Rolling Fork |